# Pseudophilautus zimmeri
Philautus zimmeri es una especie extinta de ranas que habitaba en Sri Lanka.